# Inspector Gadget 2
Inspector Gadget 2 es una película dirigida por Alex Zamm y protagonizada por French Stewart y Elaine Hendrix. Fue lanzada directamente a DVD y VHS en marzo de 2003.
Por la diferencia de actores, la situación financiera que llevó a Caravan Pictures a su cierre así como su consecuente absorción por Walt Disney Company para crear otra subsidiaria llamada Walden Media y sabiendo que los anteriores no retomaron los roles, se decidió ocupar esta película como una especie de reinicio para conocedores de la serie original y que vieron la película de 1999. Pero que para público no familiarizado lo pudo percibir como una secuela a pesar del cambio de localización a Australia.

## Argumento
Todo comienza como el Inspector Gadget con su compañero motorizado el Gadgeto Móvil vigilan las calles de la ciudad de Riverton, o al menos para Gadget ya que este aún cree que el mal está cerca, pero el Gadgeto Móvil recuerda que ya todo en Riverton está muy tranquilo ya que después de haber encerrado al Doctor Claw (Scolex), los malvados tienen miedo de asomar la cara en Riverton en eso encuentra a una anciana que sobrepaso el límite de la velocidad haciendo que Gadget lo arreste sin decir alguna palabra además de que se le ha quedado su permiso de conducir en su casa, después de eso visita al Doctor Daxter debido a que tiene un problema en sus comandos de Gadget haciéndole una demostración diciendo "Adelante gadgeto cepillo de dientes" y en su lugar el sistema gadgeto saca un cañón de chicle super pegajoso, en eso Daxter no se le ocurre una idea para arreglar eso, en eso llega el jefe de Gadget, el Comisario Quimby, y se enoja con él debido a que esa anciana que arrestó era su madre por no tener su permiso tanto como antes arresto a unas niñas que Gadget también arresto por vender galletas, en eso van a la cárcel a liberar a la madre del jefe, mientras tanto en esa noche de ese día, en la Prisión de Riverton, el Doctor Claw, que había sido arrestado por Gadget hace tiempo (en la película Inspector Gadget), se escapa de la prisión con el objetivo de planear una venganza contra Gadget y robar el oro de todo Riverton. Tras recibir una carta con una misión para capturar a Claw, Gadget se dispone a cumplirla buscando pistas, pero luego descubre con certeza que la misión no sólo es asignada a él, pues el jefe Quimby también le asigna la misma misión a una mujer, pero no cualquier mujer; una hermosa mujer androide recién salida del laboratorio del Programa Gadget llamada "Agente G2", quien supuestamente ha sido creada para ayudar a Gadget a capturar a Claw. El mismo Gadget está encantado de hacer equipo con G2, pero ella se niega diciendo con un porte imponente y soberbio que trabaja sola, pues es la más perfecta creación del Programa Gadget y no le va tratar con obsoletos. Al ser llamado obsoleto, Gadget decide mostrarle al jefe Quimby lo mucho que vale para asociarse con G2 y cumplir la misión de capturar al doctor Claw, pero lo único que hizo fue empeorar cuando G2 estaba a punto de lograr capturar los secuaces de Claw, esto hace que Gadget fuera degradado.
Luego de eso Gadget recibe una carta con una misión para proteger la Convención de la Ciencia, un evento importante donde se reúnen todos los científicos más inteligentes del mundo, organizada en primera persona por la Alcaldesa Wilson, la principal mandamás de todo Riverton. En eso se encuentra con  los secuaces de Claw disfrazados de fanes número 1 de Gadget y le colocan un dispositivo de control de gadgetos haciendo que Claw controlara a Gadget y arruinara toda la convención en frente de la Alcaldesa; esto provoca que el jefe Quimby tome la drástica pero firme decisión de darle la baja permanente a Gadget por su gran incompetencia de arruinar todo. Estando ya en la casa de Gadget, Penny la joven sobrina de Gadget le dice que encontró una pista importante que tiene que ver algo sobre el paradero del Claw y sus secuaces, pero Gadget se niega a seguir buscando debido a que fue despedido y no la deja ser detective debido a que, según él, la situación no es para niñas, en eso Penny decide buscar a Claw por su propia cuenta sin el permiso de su tío y encuentra el paradero de Claw en una guarida de bolos vieja de Riverton, mientras que el Doctor Claw y sus secuaces están fuera planeando robar un rubí que se encuentra en exhibición en un evento realizado por la Alcaldesa; en eso llega G2 para detenerlo pero es inmovilizada por un imán y forzada a sufrir un terrible descontrol de todos sus gadgetos provocando un desastre descomunal que supera a todos los desastres provocados por Gadget, mientras que el jefe Quimby y la Alcaldesa están riéndose debido a que Claw activa una máquina gas de la risa que colocaba a todos a reír y así la banda del Doctor Claw logra escapar con el rubí volviéndose a salir con la suya; esto hace que la Alcaldesa ordene cancelar inmediatamente el Programa Gadget. Ante esto, el jefe Quimby le reclama duramente a G2 por haber arruinado el evento de la Alcaldesa y de una forma mucho peor que Gadget, condenándola a ser desactivada y destinada al depósito de chatarra por inservible. Pero Gadget ha estado escuchando lo que dijo la Alcaldesa, sumado a la decisión del jefe Quimby, y sintió que no le pareció justo así que se infiltró en secreto en el laboratorio para hallar el paradero de G2 y reactivarla antes de que sufra su destrucción; ahí confiesa que está enamorado de ella en eso llega el perro de Penny debido a que Penny fue capturada por Claw y sus secuaces tras haber regresado a su paradero con Penny aún en ese lugar y con un invento de Daxter, el perro de Penny le dice a Gadget y G2 lo que pasó hablando así en idioma humana, Gadget y G2 están dispuestos a rescatar a Penny y detener a la banda del doctor Claw de una vez por todas volviendo a la acción de nuevo, aún sin el permiso de la Alcaldesa ni las órdenes del jefe Quimby, en eso Claw dispara un rayo que congelo a todas las personas de Riverton sin embargo Gadget y G2 escaparon antes de que el rayo los alcanzara gracias al Gadgeto Móvil y van a la mina de oro donde encuentran con Claw, sus secuaces y Penny.
En eso Claw va escapando en su camión con Penny mientras que 3 de los secuaces de Claw se esconden en la mina de oro de Riverton pero G2 consiguió encargarse de ellos fácilmente mientras que Gadget persigue a Claw, apenas consigue alcanzar el camión pero en eso Claw coloca a Penny en un carrito con un cronómetro de bomba que explotara en 60 segundos pero Gadget consigue liberar a Penny a tiempo antes de que la bomba explotara en 2 segundos del cronómetro en eso Claw se ríe creyendo el fin de Gadget y G2 y Gadgeto Móvil siendo testigos de la explosión creyeron que Gadget y Penny han sido destruidos dejándolos tristes pero en eso Penny aparece en el humo de la explosión y Gadget cae del cielo aún vivo en eso G2 y Gadgeto móvil se alegran y van tras la banda de Claw una vez más. Ya harto, cansado y aburrido de no poder eliminar a Gadget, Claw ordena a sus secuaces que dirijan el camión hacia su mayor oponente, tratando de atropellarlo; sin embargo Gadget activa su gadgeto cañón de chicle super pegajoso parando el camión, por lo que los secuaces de Claw se rinden finalmente ante la improvisada superioridad Gadget. A pesar de eso, el Doctor Claw se monta en un cohete diciendo unas últimas palabras a Gadget: "Quizás hayas ganado este asalto pero te pillare la próxima vez Gadget" y escapa burlándose de Gadget.
Después de eso Gadget, G2 y Penny van a la máquina donde esta el cañón que congelo a las personas y tratan de descifrar la contraseña para volver a las personas a la normalidad en eso Penny se le ocurre que la clave es "el crimen siempre compensa" y la clave ha sido correcta con Penny burlándose de Claw diciendo "No siempre garra" y así todo vuelve a la normalidad. Luego en el Ayuntamiento de Riverton, Gadget, G2 y Penny reciben una medalla por su excelente trabajo, y además, la Alcaldesa y el jefe Quimby finalmente reconsideran retomar el Programa Gadget, teniendo a Gadget y a G2 como los principales líderes de la causa. Al final, el Inspector Gadget y la Agente G2 se besan haciendo que el primero llegue a lanzar fuegos artificiales de su sombrero sin embargo un cohete falla y cae en frente al jefe Quimby con la Alcaldesa, sin embargo en un momento explota espontáneamente dejándolos morder el polvo y enojados gritan "GADGETTTT" finalizando la película.

## Reparto
| Actor           | Personaje                   |
| --------------- | --------------------------- |
| French Stewart  | John Brown/Inspector Gadget |
| Elaine Hendrix  | Gabrielle Malhot/ Agente G2 |
| Tony Martin     | Dr. Claw                    |
| Caitlin Wachs   | Penny                       |
| Mark Mitchell   | Comisario Quimby            |
| Alethea McGrath | Sra. Quimby                 |
| Sigrid Thornton | Alcaldesa Wilson            |
| Bruce Spence    | Baxter                      |
| John Batchelor  | McKibble                    |
| James Wardlaw   | Brick                       |
| Jeff Bennett    | Brain                       |